# Lützendorf-Kasernen

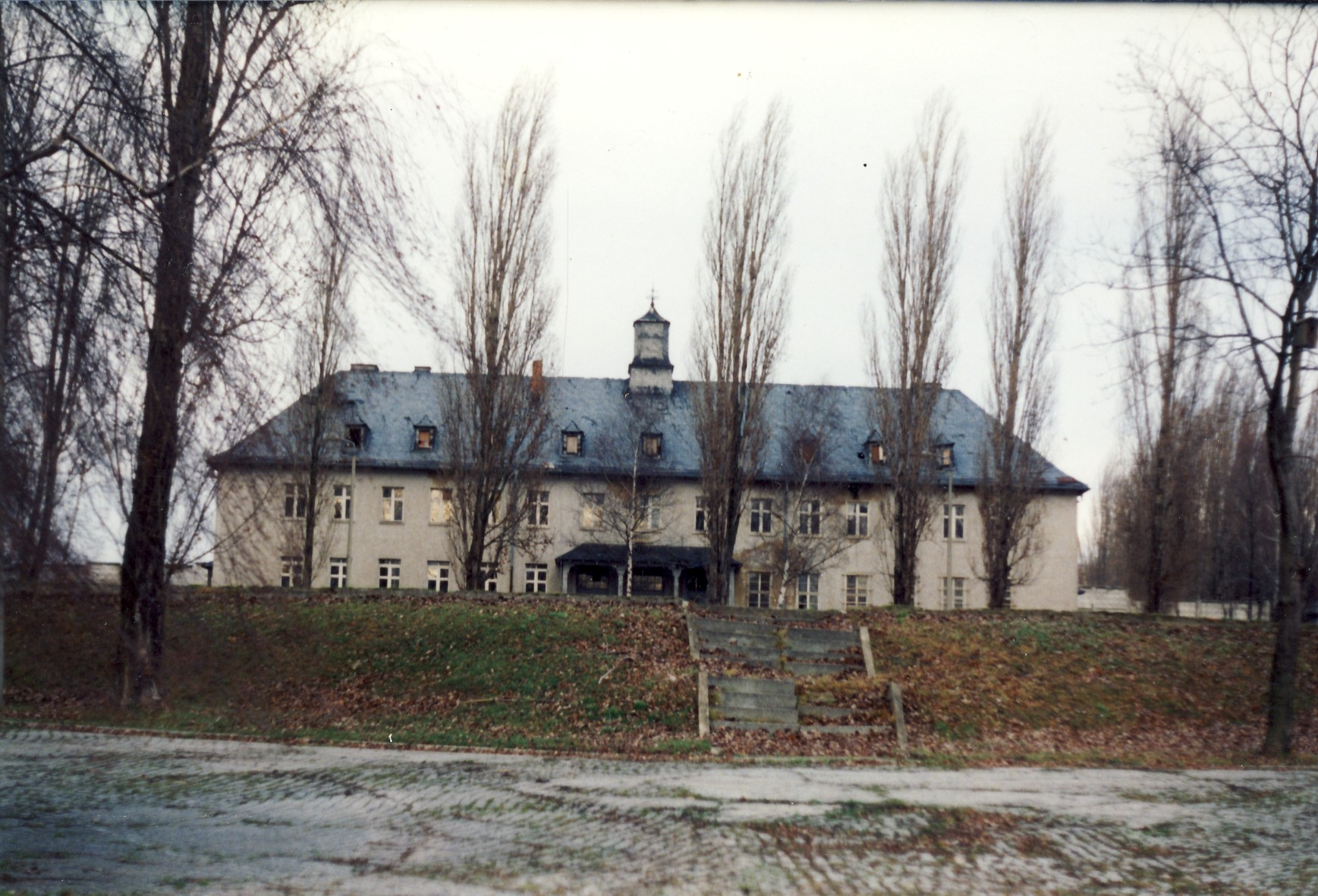
Lützendorf-Kaserne in Weimar-Nord

Die ehemaligen Lützendorf-Kasernen sind architektonisch prägender Bestandteil der Bebauung am Südhang des Ettersberges und gehören zum Stadtteil Weimar-Nord. sie befinden sich u. a. an der Lützendorfer Straße.

## Entstehung und Nutzung
Weimar erhielt bei der Aufrüstung der Wehrmacht in den 1930er Jahren mehrere Neubauten von Wehrmachtskasernen auf der Lützendorfer Flur, dem Gelände um die ehemalige Wüstung Lützendorf, die erstmals 1295 erwähnt wurde. Im sogenannten Bruderkrieg zwischen 1448 und 1451 wurde sie völlig zerstört, bis auf eine Kapelle, die erst 1530 abgerissen wurde.
Seit 1935 wurden östlich und westlich der Ettersburger Straße eine Reihe von Kasernengebäuden parallel zur Falllinie des Ettersberghangs errichtet. In diese Kasernen zog u. a. 1939 das von Gera verlegte Schützenregiment ein. Die Kasernen auf der westlichen Seite waren dem Heer zugeordnet worden. Die Bauten östlich der Ettersburger Straße waren bereits ab 1936 von einer Luftwaffeneinheit bezogen worden. Am Herrenrödchen befand sich noch das Offizierskasino der Lützendorf-Kasernen, das infolge Brandes 2020 abgerissen werden musste.
In einer der Lützendorf-Kasernen war auch der Dichter Wolfgang Borchert stationiert. Er diente bei der 3. / Panzer-Nachrichten-Ersatz-Abteilung 81 in der Tannenbergkaserne. Vom Juli bis September 1941 war er zur Grundausbildung bei dieser Einheit. Borchert litt unter dem militärischen Drill, von dem er sich Luft machte in Briefen und Postkarten an seine Freunde.  Auf einer dieser Karten mit dem Foto seiner Kaserne vermerkte er: „[a]us einem der schönsten Zuchthäuser des Dritten Reichs“.
Nach dem Ende des Zweiten Weltkrieges 1945 wurden die Kasernen wenige Wochen von der US Army belegt und dann bis Anfang der 1990er Jahre von sowjetischen Truppen der 8. Gardearmee.
Seit 1990 wurde ein Teil der Kasernengebäude saniert und einer zivilen Nutzung zugeführt.